# Metasolpuga picta
Metasolpuga picta is een spinachtige uit de familie van de Solpugidae.

## Leefwijze
Deze niet-giftige dieren zullen niet aarzelen om te bijten, als ze ruw worden vastgepakt.

## Verspreiding en leefgebied
Deze soort komt voor in de Namibische woestijn.